# Lípa republiky (Obchodní náměstí)
Lípa republiky na Obchodním náměstí v Praze-Modřanech roste v Centrálním parku poblíž železniční zastávky Praha-Modřany a zastávky MHD Nádraží Modřany. Lípa srdčitá odrůdy Rancho je vysazena u skulptury znázorňující tři hroty.

## Historie
Lípa svobody byla vysazena 25. října 2018 na připomínku 100. výročí vzniku Československé republiky. Slavnostnímu aktu byli přítomni starosta a radní Prahy 12, členové Sokolské župy Pražské – Scheinerovy, modřanští skauti, děti z místních škol a občané Modřan. Po úvodních projevech a výsadbě zazpívaly dětské pěvecké sbory Mráček a Sluníčko českou státní hymnu.